# Viquipèdia en ucraïnès
La Viquipèdia en ucraïnès (en ucraïnès Українська Вікіпедія, Ukrayins'ka Vikipediya) és l'edició de la Viquipèdia en ucraïnès. El primer article va ser escrit el 30 de gener de 2004. L'1 d'octubre de 2005 va arribar a l'article 20.000 i fou la catorzena wikipèdia més gran. L'agost de 2008 tenia més de 120.000 articles. Actualment, (març 2025) té 1.119.018 articles i és la 14a edició més gran de Wikipedia.

## Estadístiques
- 30 de gener de 2004 — 1r article (Àtom)[3]
- 4 d'abril de 2004 — 1.000 articles
- 1 d'octubre de 2005 — 20.000 articles
- 15 d'octubre de 2006 — 30.000 articles
- 12 de novembre de 2006 — 40.000 articles
- 16 de gener de 2007 — 50.000 articles
- 17 de maig de 2007 — 60.000 articles
- 9 de setembre de 2007 — 70.000 articles
- 13 de desembre de 2007 — 80.000 articles
- 24 de gener de 2008 — 90.000 articles
- 28 de març de 2008 — 100.000 articles
- 13 de juliol de 2008 — 120.000 articles
- 19 de febrer de 2012 — 365.524 articles
- 28 de setembre de 2012 — 401.533 articles
- 9 de setembre de 2013 — 463.557 articles
- 12 de maig de 2014 — 500.000 articles
- 13 de novembre de 2015 — 600.000 articles
- 4 de juny de 2017 — 700.000 articles
- 10 de juliol de 2018 — 800.000 articles
- 19 d'abril de 2019 — 900.000 articles
- 23 de març de 2020 — 1.000.000 articles
- 5 de juliol de 2021 — 1.100.000 articles
- 10 d'octubre de 2022 — 1.200.000 articles
- 9 de desembre de 2023 — 1.300.000 articles